# Будвайзер
Будвайзер (на английски: Budweiser) е название на бира и търговска марка на компанията „Анхойзер-Буш“. Бирата е светъл лагер. Произвежда се по американска технология с използване на ориз, хмел и ечемичен малц.
Търговската марка е регистрирана през 1878 г. от компанията „Карл Конрад & Ко.“ в Сейнт Луис, Мисури. „Анхойзер-Буш“ я придобива през 1883 г. Наименованието „Будвайзер“ е предмет на многогодишни съдебни спорове между „Анхойзер-Буш“ и чешката компания „Будвайзер Будвар“. Лагерът на „Анхойзер-Буш“ се продава в около 80 държави, но в регионите, където компанията няма изключително право на търговската марка, той се внася под името „Буд“.

## История
През 70-те години на XIX век Карл Конрад, търговец на алкохол и ресторантьор от град Сейнт Луис, Мисури, обикаля Европа. В Бохемия той опитва и харесва местната бира „Будвайзер“, произвеждана в Ческе Будейовице и отличаваща се със своето високо качество и вкус. След завръщането си в САЩ, Конрад основава през 1876 г. компания за продажба на бира, „Карл Конрад & Ко“. Заедно с Адолфус Буш, негов приятел и собственик на бирена фабрика, той разработва рецепта на бира, подобна на бохемската, но с добавка на ориз. Двамата сключват договор, според който пивоварната на Буш произвежда тази бира за търговската фирма на Конрад. Тя се продава в бутилки с етикет „Конрад Будвайзер“, рекламната кампания я нарича „Оригинален Будвайзер“. Така за първи път наименованието „Будвайзер“ се появява на американския пазар.
Правата на търговската марка „Будвайзер“, регистрирана през 1878 г., притежава компанията на Конрад. Първоначално неговият бизнес е много успешен, търговията с „Будвайзер“ бързо се разширява и бирата се продава в цялата страна. Въпреки това компанията след няколко години фалира и през 1883 г. търговската марка става собственост на „Анхойзер-Буш“. Името на Конрад обаче продължава да стои върху етикетите на бутилките до неговата смърт, в продължение на почти 40 години.

### Съдебни спорове
Името „Будвайзер“ е заимствано от немското название Будвайс на известния чешки пивоварен център, Ческе Будейовице, и означава „от Будвайс“. Неоторизираното използване от американците на географски имена за търговски цели е било обичайна практика през XIX век. По това време европейците не се тревожат, че американските продукти могат да застрашат техните пазари или репутация. По-късно, подобно на френските винопроизводители, възмутени от американските вина, етикетирани като „Шампанско“, чехите изразяват протест относно използването на наименование „Будвайзер“. Започва една многогодишна поредица от съдебни искове за правата върху това име.
Историята на борбата за името „Будвайзер“ взема своето начало още през 1907 г. Тогава споровете с германски и чешки пивоварни от Ческе Будейовице се уреждат с големи парични компенсации от страна на Анхойзер-Буш. Въпросът отново се изостря около средата на 80-те години на ХХ век, когато „Анхойзер-Буш“ се опитва да разшири пазара си в Европа. През 1984 г. съдът във Великобритания разрешава използването на името както на американския, така и на чешкия „Будвайзер“. През 2010 г. в Европейския Съюз се отхвърля искането на „Анхойзер-Буш“ да регистрира марката „Будвайзер“. В континентална Европа американския „Будвайзер“ обикновено е известен като „Буд“, докато в Съединените щати чешката марка „Будвайзер Будвар“ се нарича „Чехвар“.

## Производство
Бирата Будвайзер се произвежда от компанията „Анхойзер-Буш“ в пивоварни, разположени в различни градове на САЩ:
- Най-старата пивоварна се намира в град Сейнт Луис. Тя продължава да бъде централата на Анхойзер-Буш.
- Втората пивоварна е открита през 1951 г. в град Нюарк, Ню Джърси. Тя произвежда основните марки на компанията, включително Будвайзер.
- Третата голяма пивоварна е открита през 1954 г. Намира се в Лос Анджелис и представлява голям имот с площ около 38 хектара (95 акра).

Освен тези фабрики има още девет, построени през втората половина на ХХ век. Компанията „Анхойзер-Буш“ произвежда над 40 милиона бутилки „Будвайзер“ на ден и изнася тази бира в 80 страни.

### Технология
При процеса на варене на „Будвайзер“ се използва модифицирана американска технология. Малцовата каша се загрява за кратко при 48оС, за да се разградят протеините, след което към нея се добавя сварения ориз. Сместта се филтрира, при което пивната мъст се отделя от зърнените частици. Преди охлаждане, пивната мъст преминава през специален процес на отстраняване на серни съединения. Горещата пивна мъст се разстила по вътрешната повърхност на тънки вертикални тръби, през които се продухва горещ въздух. Този метод осигурява допълнително изпаряване, което позволява по-краткото варене на пивната мъст. Процесът на ферментация и отлежаване на бирата обикновено трае 21 дни. При ферментацията се прилага методът „краузен“, отлежаването е при температури 7.2°C–8.9°C върху букова дървесина. Бутилираният „Будвайзер“ е пастьоризиран, наливният не е.

### Състав и хранителни свойства
При производството на „Будвайзер“ използват се пет съставки: вода, малц от два вида ечемик, ориз, мая и хмел. Част от малца е собствено производство на „Анхойзер-Буш“. Хмелът е комбинация от няколко европейски сорта, някои от които се отглеждат в САЩ. Бирата е много светъл лагер, с обемно алкохолно съдържание 4.5 – 5% и лека горчивина (10 – 12 IBU). Притежава златист цвят и балансиран вкус с фин аромат на мед, следи от цитрус, нотки на малц и хмел.
Хранителни характеристики на бирата на 100 мл:
- енергийна стойност – 162 kJ (39 kcal);
- въглехидрати – 3.1 g;
- протеини – 0.3 g;
- захари – 0.1 g;
- соли – 0.01 г.[8]

## Маркетингова политика
През първите години на разпространение на „Будвайзер“ на американския пазар бирата се рекламира като „Кралят на бирите“ (King of Beers). Слоганът, подобно на името на бирата, е свързан с произвежданата от векове в Ческе Будейовице бира, известна в Бохемия като „Бира на кралете“. През годините слоганът се променя, като преминава през „Кралят на бутилирана бира“, „Кралят на всички бутилирани бири“ и се връща отново като „Кралят на бирите“ в средата на ХХ век, когато се появяват алуминиеви кенове.
Другият елемент, който от много години оформя облика на бирата, е папионката, върху която има надпис, съдържащ името на бирата. Тя започва да се появява в рекламите през 1956 г., когато бирата в баровете все по-често се поръчва със съкратеното название „Буд“. Папионката се въвежда, за да се привлече вниманието на хората към пълното име на марката по нов, по-отличителен начин. С времето формата на папионката се променя и придобива по-стилизиран вид. Променят се също съдържанието и шрифтът на надписа, който вече е ограничен само с името „Будвайзер“. Връзката на логото с марката се подчертава през 2013 г., когато компанията пуска на пазара кенове с форма, наподобяваща папионка.
Много успешен маркетингов ход на „Анхойзер-Буш“ са впряговете с конете Клайдсдейл (Clydesdales), превозващи кашони с „Будвайзер“. Те бързо се превръщат в символ на търговската марка и редовно се използват в рекламни кампании, паради, спортни събития и други публични изяви. За първи път компанията ги представя през 1933 г. при празнуването на отмяната на Сухия режим. Впрягът с шест коня се изпраща до Ню Йорк, където на бившия губернатор Алфред Е. Смит тържествено се връчва кашон с бира „Будвайзер“ в знак на признателност за неговата борба срещу Сухия режим. Впрягът с бирата продължава своя път през страната и стига до Вашингтон, където бирата се доставя на президента Франклин Делано Рузвелт.